# Castillan ancien

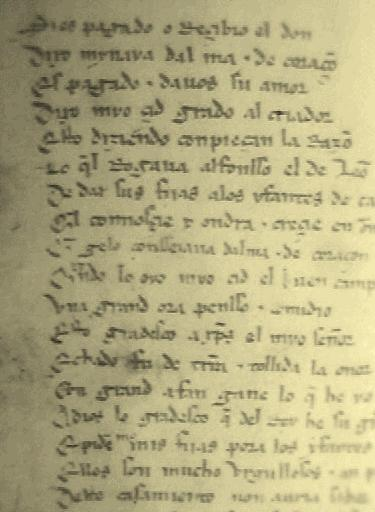
Une page du Cantar de Mio Cid, écrit en castillan ancien.

Le castillan ancien, ou vieil espagnol, est la variante de l'espagnol parlée dans la péninsule Ibérique durant le  Moyen Âge, entre le Xe et le XVe siècle environ, jusqu'à ce que se produise un réajustement dans le système consonantique qui marque le passage vers l'espagnol moderne. La plus ancienne œuvre consistante de la littérature en castillan médiéval est le Cantar de mio Cid, écrit entre la fin du XIIe siècle et le début du XIIIe siècle par un auteur anonyme.

## Phonologie

### Consonnes
Le système phonologique du castillan ancien était plus proche de celui des autres langues romanes que le système actuel. Le plus ancien inventaire consonantique qu'il est possible de reconstituer avec une certitude relative s'est maintenu à grands traits depuis les origines jusqu'au remaniement des fricatives autour du XVe siècle. Il se caractérise notamment par la présence de trois paires (consonne sourde et consonne sonore) de fricatives :
- Deux affriquées alvéolaires, sourde et sonore : /t͡s/ et /d͡z/, représentées à l'écrit par ç devant a, o et u, c devant e, i et z ;
- Deux fricatives apico-alvéolaires sourde et sonore : /s/ (transcrite par s en fin ou début de mot et ss entre deux voyelles) et /z/ (représenté par s entre deux voyelles) ;
- Deux fricatives post-alvéolaires, sourde et sonore : /ʃ/ et /ʒ/ représentées par x pour la sourde et, pour la sonore, par j ou par g devant e et i.

Le castillan médiéval ne connaissait ni la fricative vélaire sourde [x] (j ou g devant e et i dans la langue moderne) ni l'interdentale fricative sourde [θ] (z ou c devant e et i dans la graphie actuelle).
Le v était toujours prononcé comme un son fricatif, mais on ignore si sa réalisation exacte était bilabiale ou labio-dentale. Le graphème f pouvait représenter aussi bien sa valeur phonétique actuelle qu'un h aspiré à l'initiale, qui disparaîtrait plus tard de la prononciation mais resterait représenté par un h étymologique : fasta (« hasta »), fablar (« hablar »). Ce h est encore prononcé aspiré dans certaines régions d'Espagne et d'Amérique.
Le système consonantique du castillan ancien peut être schématisé comme dans le tableau ci-dessous :
| Type             | Labiale | Dentale | Alvéolaire | Palatale | Vélaire |
| ---------------- | ------- | ------- | ---------- | -------- | ------- |
| Occlusive sourde | p       | t       | t͡s         | t͡ʃ       | k       |
| Occlusive sonore | b       | d       | d͡z         | ʒ        | g       |
| Fricative sourde | ɸ       |         | s          | ʃ        |         |
| Fricative sonore | β       |         | z          | ʐ        |         |
| Nasale           | m       |         | n          | ɲ        |         |
| Vibrante         |         |         | ɾ, r       |          |         |
| Latérale         |         |         | l          | ʎ        |         |

### Voyelles
| Type       | Antérieure | Centrale | Postérieure |
| ---------- | ---------- | -------- | ----------- |
| Fermée     | i          |          | u           |
| Mi-fermée  | e          |          | o           |
| Mi-ouverte | ɛ          |          | ɔ           |
| Ouverte    |            | a        |             |

## Morphosyntaxe
L'usage était étendu de l’enclise des pronoms personnels :
- Direvos (diré + vos) au lieu du moderne os diré, « je vous dirai » (mio Cid) ;

Le futur du subjonctif était à forte valeur hypothétique. Construit par analogie avec l’imparfait du subjonctif en -ra, avec des terminaisons en -re (-are/-iere, -ares/-ieres, -are/-iere, -áremos/iéremos, -areis/-iereis, -aren/-ieren), il n’est maintenu dans la langue moderne que dans certaines expressions lexicalisées (proverbes, jargon juridique, etc.).

### Apocope
Un phénomène caractéristique de certaines périodes du castillan médiéval a été qualifié d'apocope extrême. Il consiste en une chute de la voyelle finale derrière des consonnes différentes de celles de l'apocope ancienne habituelle du castillan : NOCTE>noche>noch, NOVE>nueve>nuef, INFANTE>infante>infant. Ce phénomène est survenu autour de la fin du XIIe siècle et le début du XIIIe siècle et observe, à partir de la fin du XIIIe siècle, une tendance à la récupération de ces voyelles dans les textes.